# Dicranota martinovskyi
Dicranota martinovskyi är en tvåvingeart som beskrevs av Jaroslav Stary 1974. Dicranota martinovskyi ingår i släktet Dicranota och familjen hårögonharkrankar. Inga underarter finns listade i Catalogue of Life.